# 泰安市公共交通有限公司

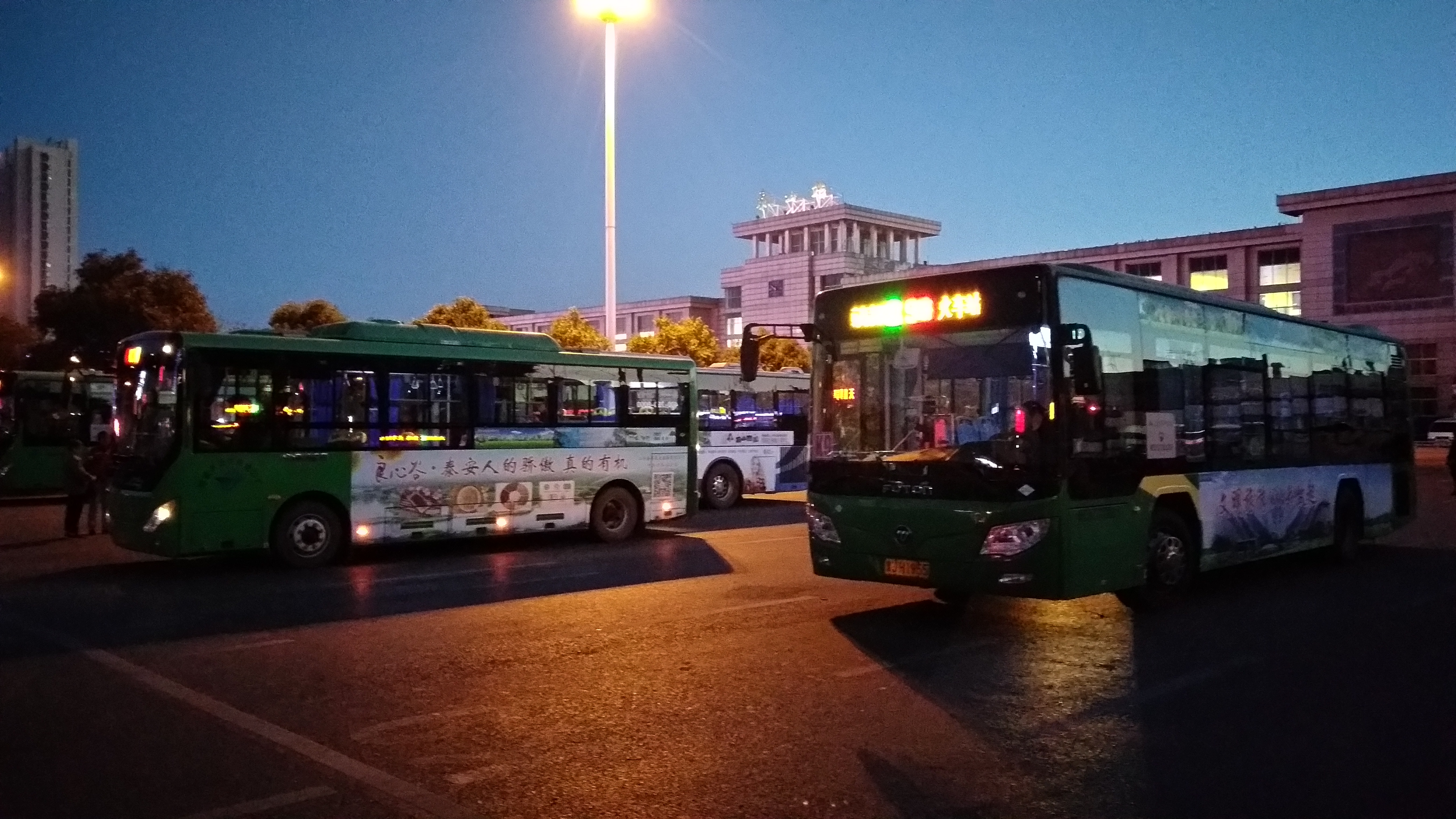
泰安市公交公司运营的公交车，停放在泰山火车站广场附近。

泰安市公共交通有限公司，也称作泰安市公交公司，曾用名称泰安市公共交通公司，是泰安市主营城内公交车的公交公司。

## 企业信息
泰安市公共交通有限公司注册地址是泰安市东岳大街中段，然而公司运营的泰安公交网信息公开栏目表示公司位于泰安市岱岳区卧虎山北街1-1号。公司成立于1964年，具有一级城市公共交通经营资质，主营城市公共交通，兼营汽车维修、车辆出租、加油站、公交广告等业务，系国有中型企业。公司下设6个营运分公司、12个行政管理科室、5个多种经营单位。下设办公室，党委办公室，调度中心，财务科，票务中心，机务科，安全科，材料供应科，企业管理科，稽查科，保卫科多个内设机构。

## 运营线路
以下是现有的运营线路：
- 1路

- 2路

- 3路

- 4路

- 5路

- 6路

- 7路

- 8路

- 9路

- 10路

- 11路

- 12路

- 13路

- 14路

- 15路

- 16路

- 17路

- 18路

- 19路

- 20路

- 22路

- 23路

- 24路

- 25路

- 26路

- 27路

- 28路

- 29路

- 30路

- 30路支线

- 31路

- 32路

- 33路

- 34路

- 35路

- 35路支线

- 36路

- 37路

- 38路

- 39路

- 40路

- 41路

- 42路

- 43路

- 44路

- 45路

- 46路

- 47路

- 48路

- 49路

- 50路

- 51路

- 52路

- 53路

- 54路

- 55路

- 56路

- 57路

- 58路

- 59路

- 60路

- 61路

- 62路

- 63路

- 64路

- 65路

- 66路

- 67路

- 68路

- 69路

- 73路

- 游1路

- 游2路

- 游3路

- 游4路

- 游5路

- 游6路

- 游7路

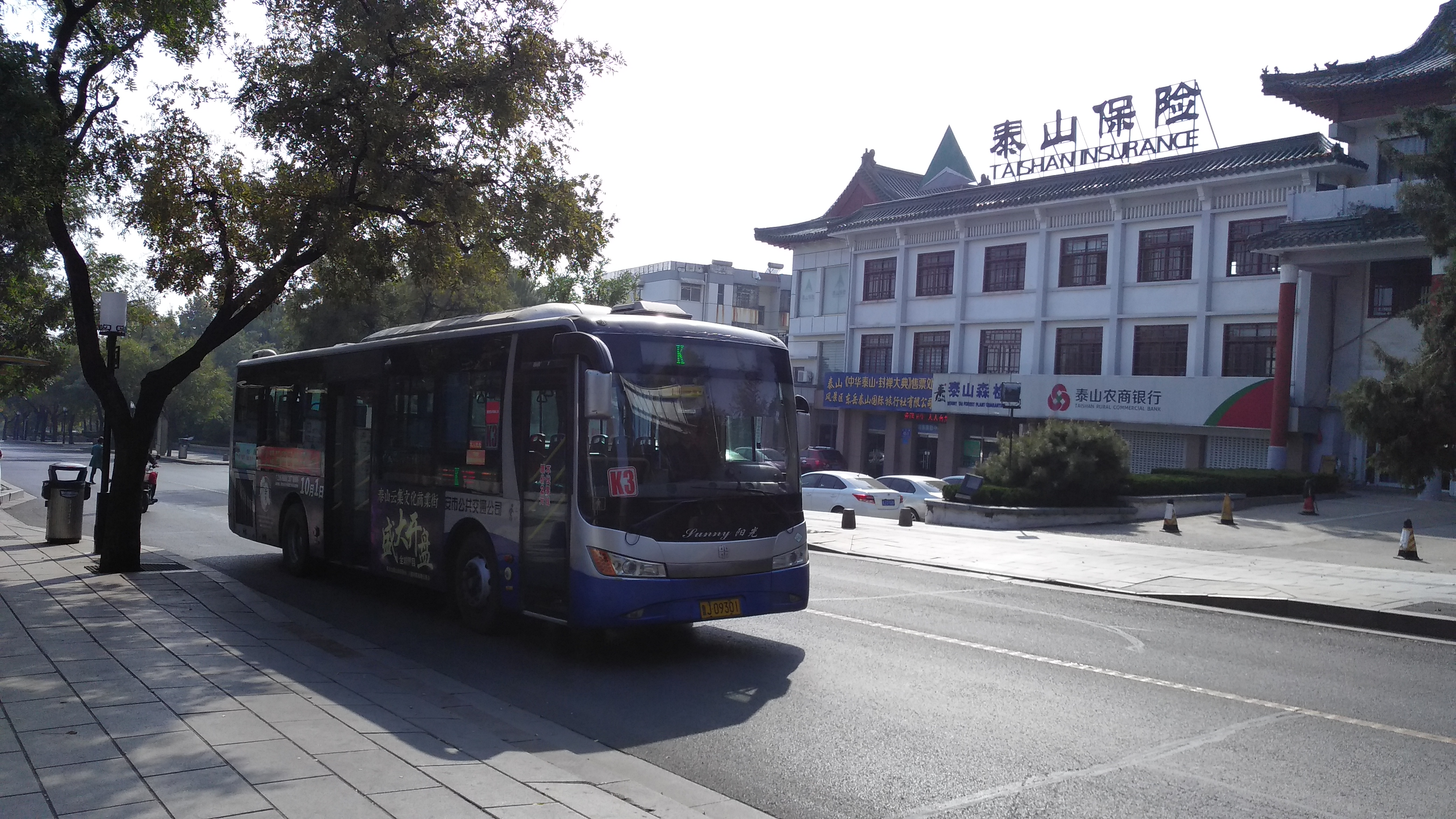
K3路在白鹤泉站（山东农业大学东校区旁）
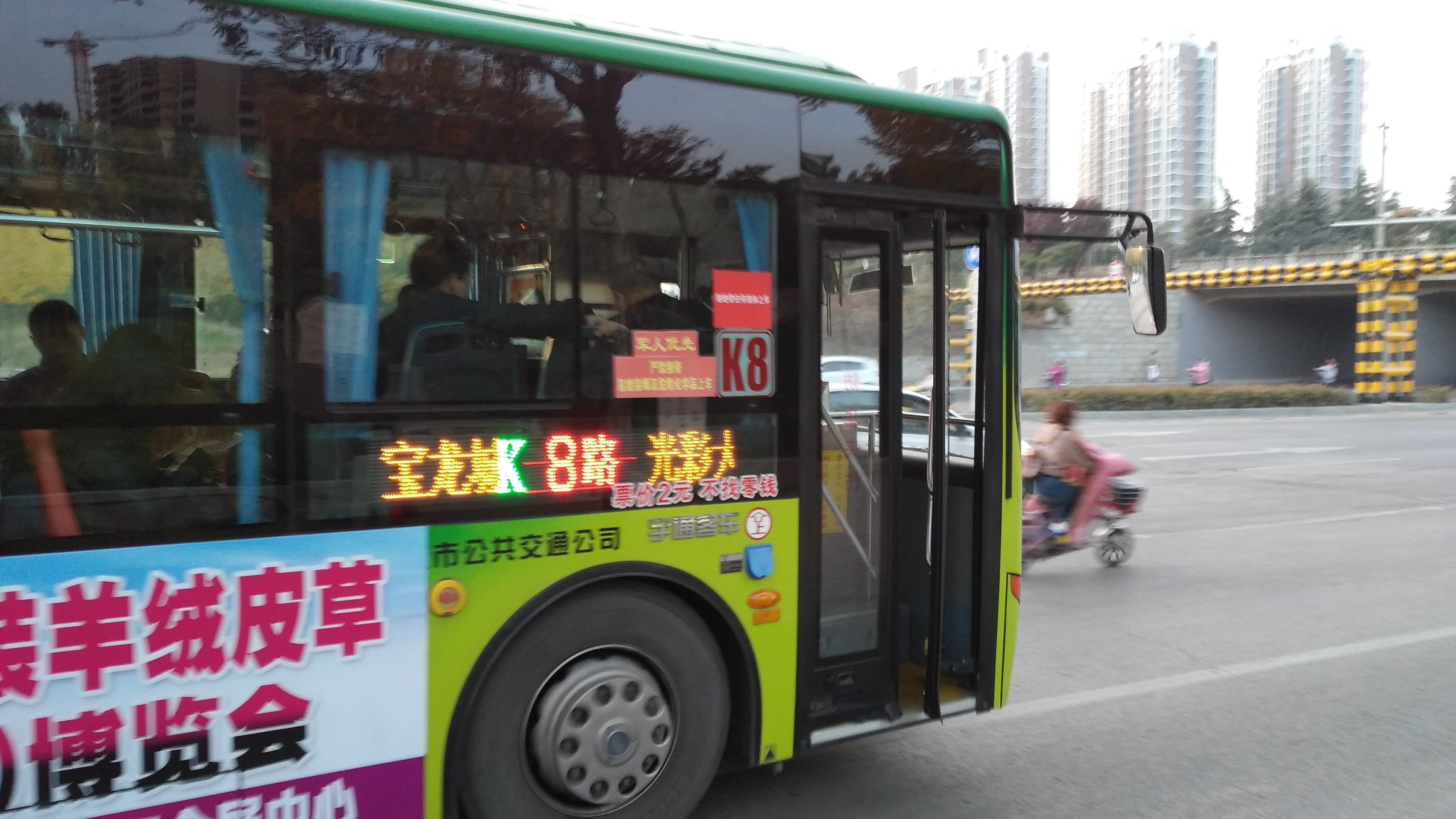
K8路在泰山大剧院东
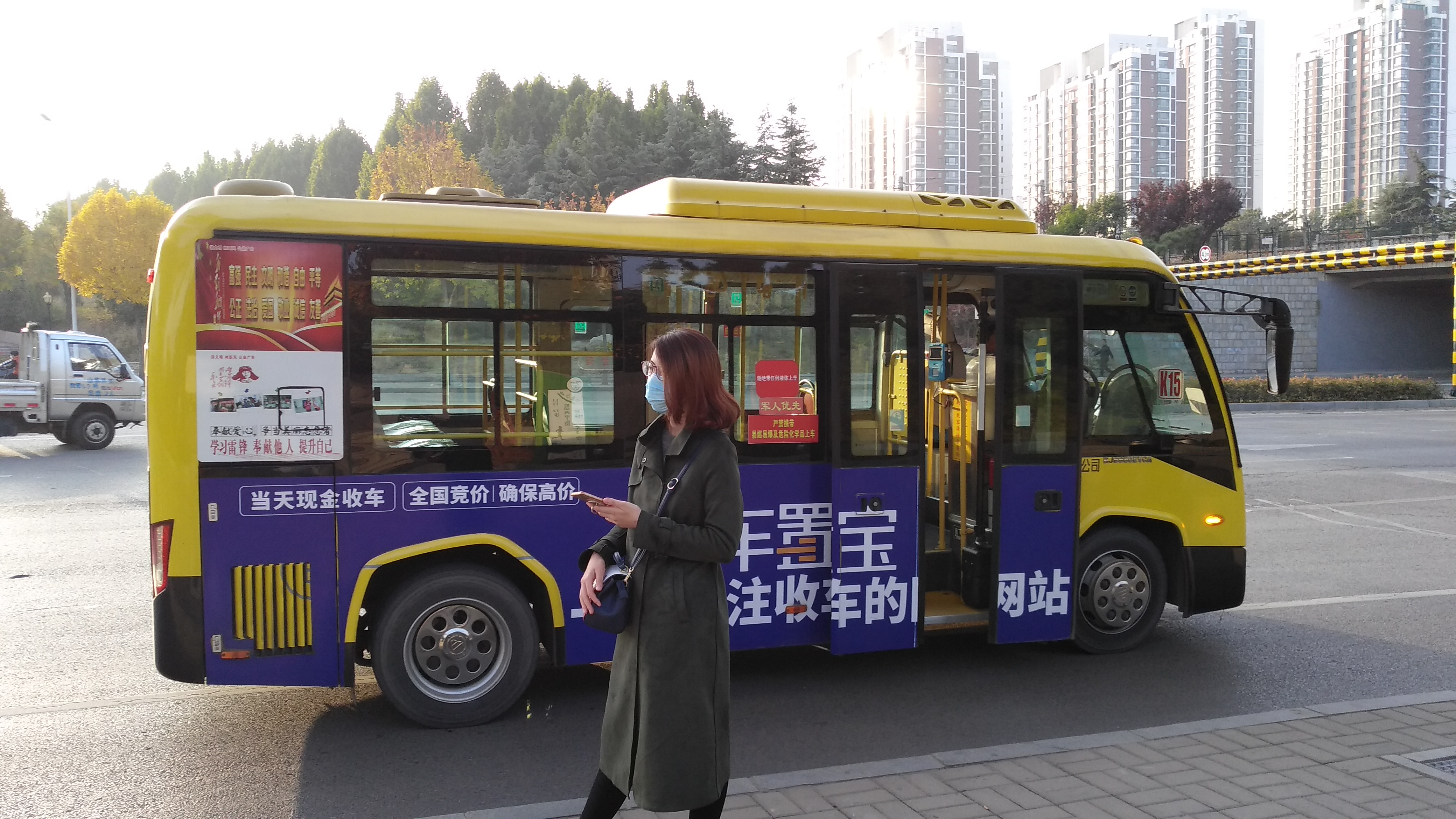
K15路在泰山大剧院东
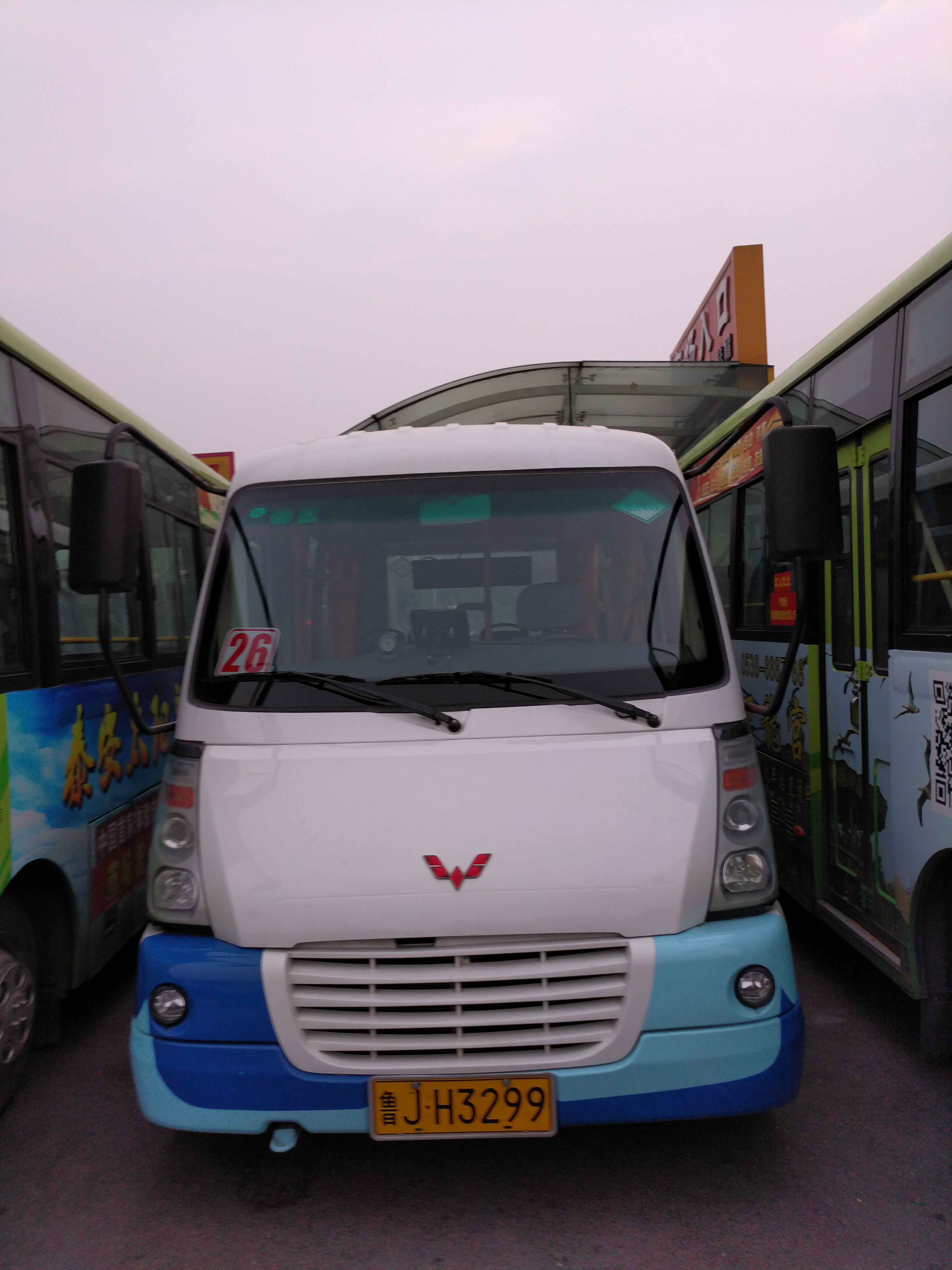
26路在火车站广场
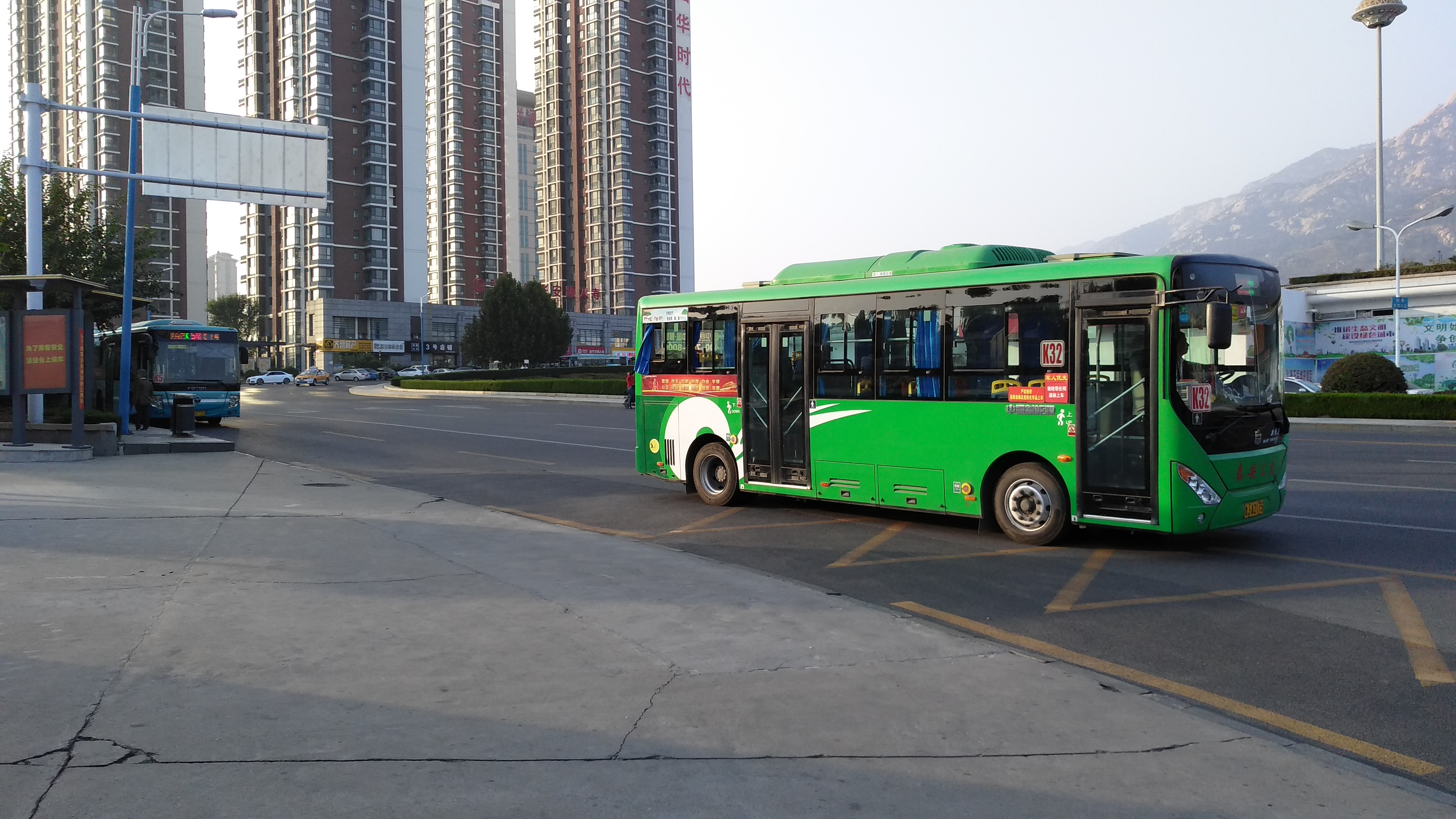
K32路在卜蜂莲花站
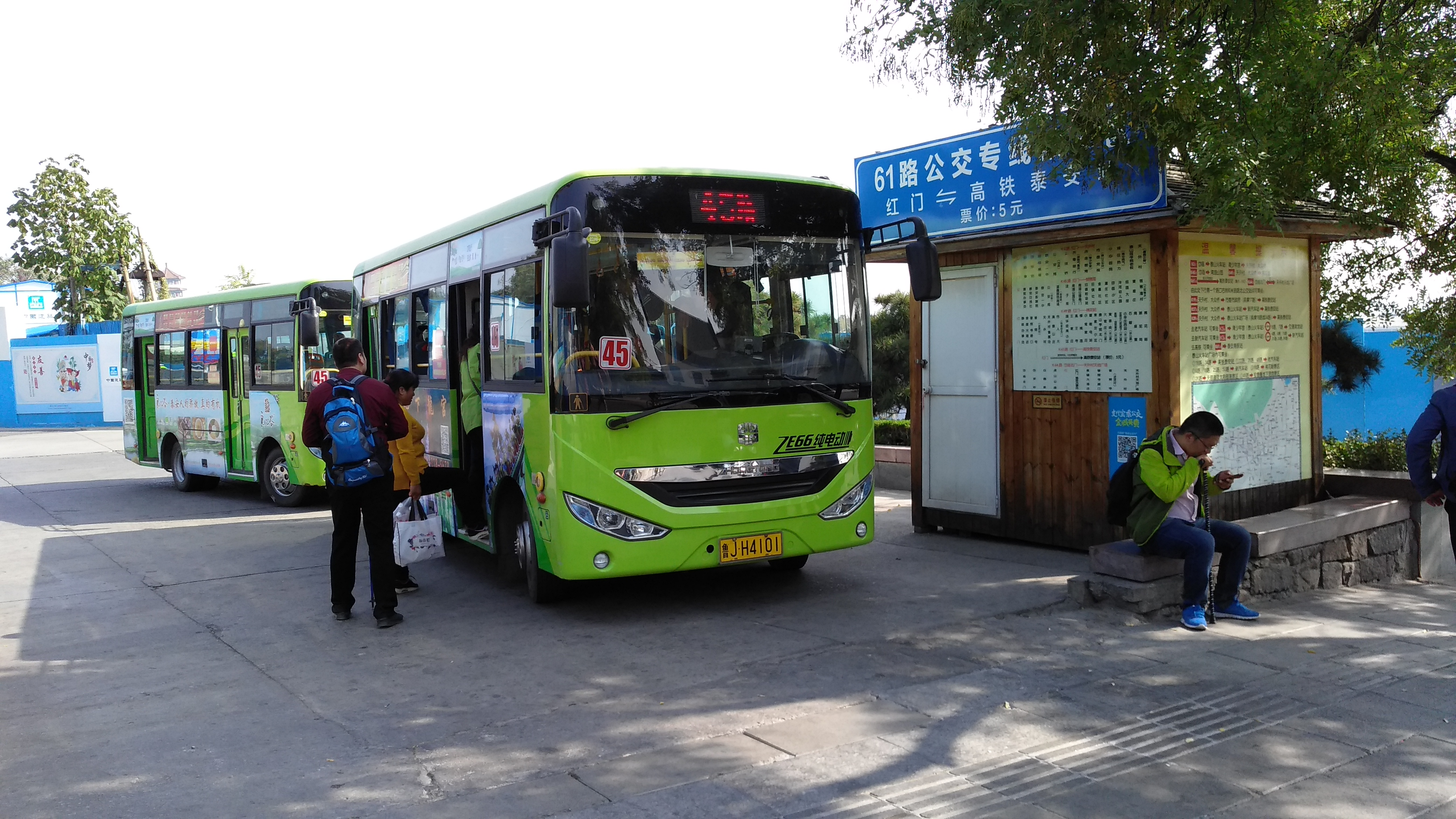
45路在红门站
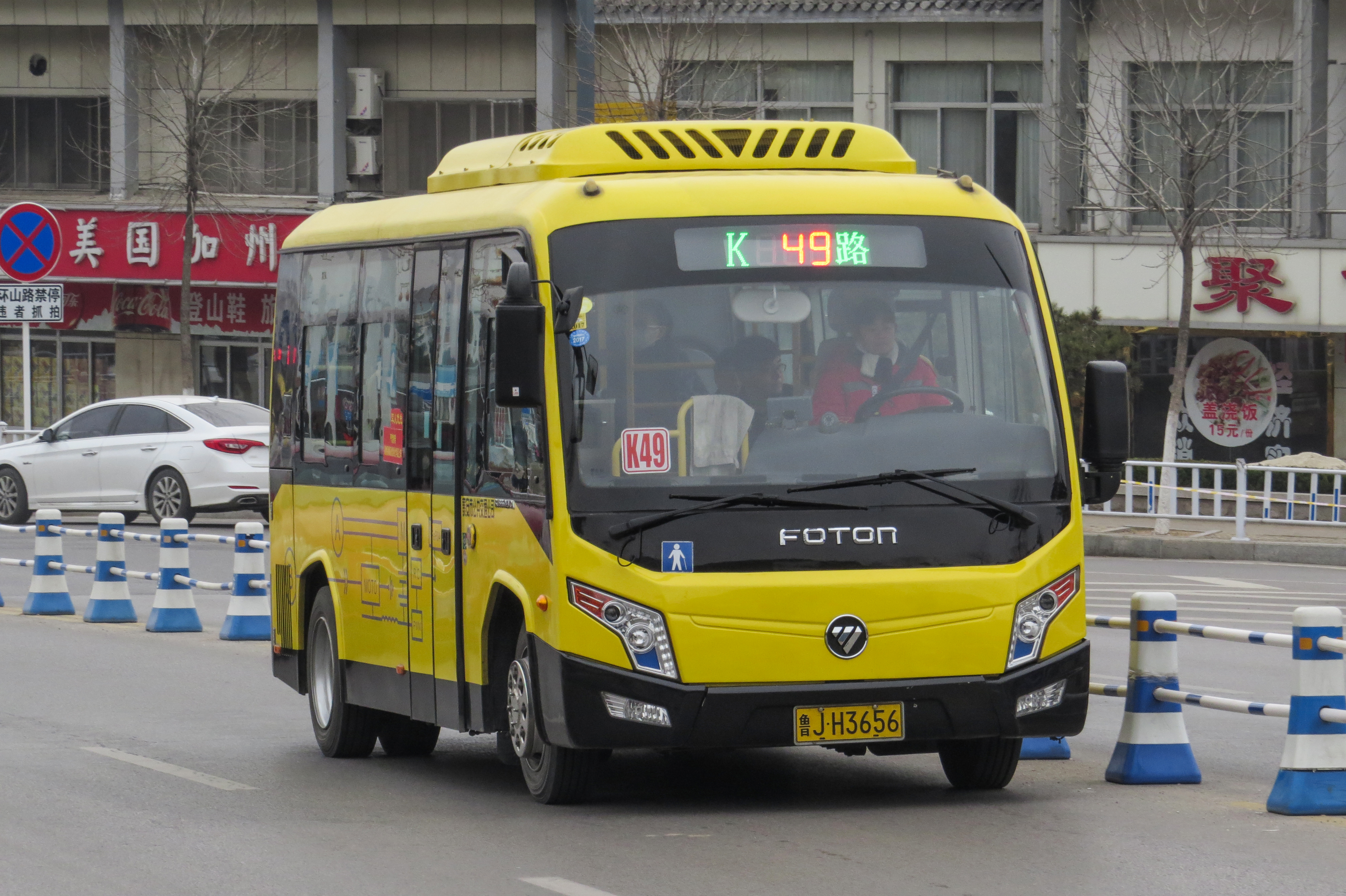
K49路
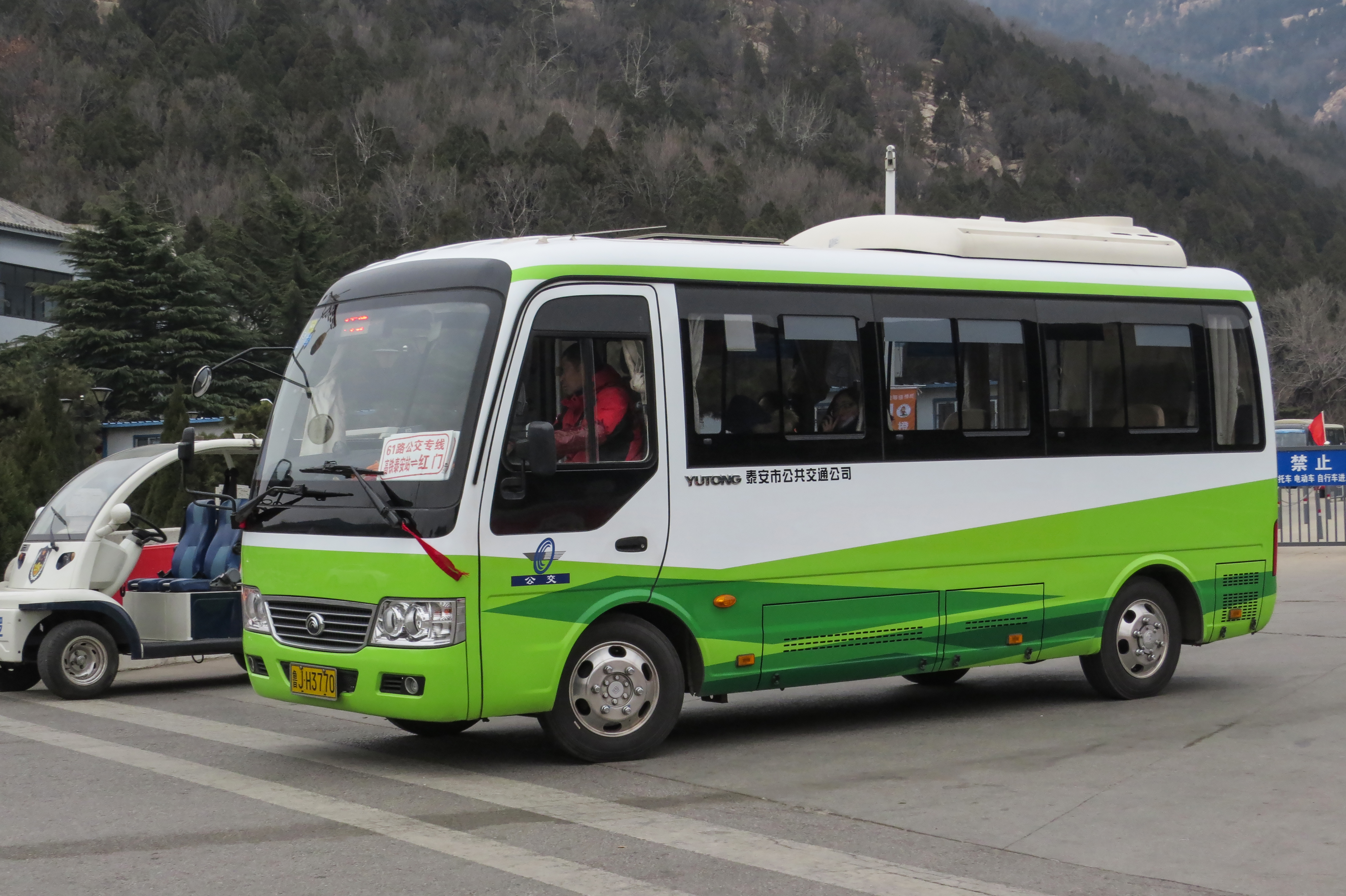
61路（高铁泰安站-红门旅游专线）

## 乘车支付
乘客乘坐市公交公司运营的公交车，除使用纸币，硬币支付票价以外，还可以使用市公交公司发行的IC卡，银联云闪付卡或银联二维码、支付宝泰安公交二维码、小码联城APP乘车优惠码乘车，以及泰安市以外发行的交通联合卡。
泰安公交已于2018年12月加入全国交通一卡通互联互通，泰安公交可以支持交通部标准互联互通卡。

## 收费项目
以下是泰安市公共交通有限公司公开的收费项目信息：
| 序号 | 收费项目       | 收费依据                                | 收费标准                                                                                 |
| 1    | 普通公交车票价 | （94）泰价工字第142号                   | 1元/人次                                                                                 |
| 2    | 空调公交车票价 | 泰价格发〔2011〕5号                     | 2元/人次                                                                                 |
| 3    | 旅游公交专线   | 泰发改价格〔2019〕123号                 | 5元/人次                                                                                 |
| 4    | 成人普通卡     | 计价格〔2001〕1928号                    | 办卡须交押金10元。普通车0.8元/人次，空调车1.6元/人次。                                   |
| 5    | 成人月票卡     | 计价格〔2001〕1928号 泰价发〔2007〕74号 | 办卡须交押金10元，月票每月50元，可连续充值多个月。月票只限本人使用，当月有效，隔月作废。 |
| 6    | 小学生月票卡   | 计价格〔2001〕1928号 泰价发〔2007〕74号 | 办卡须交押金10元，月票每月30元，可连续充值多个月，一年一检。                             |
| 7    | 残疾人优惠卡   | 泰残联〔2014〕29号                      | 办卡须交押金及手续费20元，一年一检，年审费2元。保险费每人每年12元。只限本人使用。        |
| 8    | 老年半价卡     | 泰交综〔2019〕20号                      | 办卡须交押金28元，保险费每人每年12元，一年一检。票价优惠50%。只限本人使用。              |
| 9    | 老年免费卡     | 泰交综〔2019〕20号                      | 办卡须交押金28元，保险费每人每年12元，一年一检。只限本人使用。                           |

## 发行公交卡
泰安市公共交通有限公司对乘客发行IC公交卡，以下是IC卡分类与功能说明：
| 类型           | 功能 | 适用人群 | 办卡提供证件                                                    | 费用                                                                         | 年检须提供证件                                                                        |
| 成人普通乘车卡 | 俗称“电子钱包”，随时可以充值，乘车按人次减值，可跨月、年使用，普通车刷卡每次扣款0.8元。空调车双倍计费，每次扣款1.6元。                            | 本地、外地 | 本人身份证原件                                                  | 办卡需交押金10元，充值金额范围20-999元。                                     | 不年检                                                                                |
| 成人月票卡     | 具有“月票”和“电子钱包”两个功能，月票只限本人使用，每月（自然月）限乘车120次，当月有效，隔月作废。“电子钱包”功能与成人普通卡相同，空调车双倍计费。 | 本地、外地 | 本人身份证原件，近期正面免冠二寸彩照1张。                       | 办卡需交押金10元，月票每月50元，可连续充值多个月。电子钱包充值金额20-999元。 | 不年检                                                                                |
| 小学生月票卡   | 功能与成人月票卡相同 | 仅限小学生 | 学生户口本原件或二代身份证原件，近期正面免冠二寸彩照1张。       | 办卡需交押金10元，月票每月30元，可连续充值多个月。一年一次年检。             | 每年9月份，持学生户口本原件、乘车卡进行年检。                                         |
| 残疾人优惠卡   | 每月（自然月）允许免费乘车100次，当月有效，隔月作废，只限本人使用。                                                                               | 户籍在泰山区、岱岳区、高新区、泰山景区，并持有残疾人证的人群                                                                                 | 身份证原件，残疾证原件，近期正面免冠二寸彩照1张，本人亲自办理。 | 办卡需交押金18元，手续费2元，一年一次年检。保险费每人每年12元。              | 须持身份证原件、市残疾人证原件、乘车卡及2元年检费，保险费每人每年12元，本人亲自办理。 |
| 老年半价卡     | 该卡是电子钱包卡，持该卡乘车票价优惠50%，只限本人使用。                                                                                           | 凡持有泰安市市辖区（泰山区、岱岳区、泰安高新区、泰山景区）常住户口或市公安部门核发《居住证》的60周岁以上（含60周岁，下同）65周岁以下的老年人 | 二代身份证原件、近期正面免冠二寸彩照1张，本人亲自办理。         | 办卡需交押金28元，每次充值不低于20元，一年一次年检。                         | 须持二代身份证原件、乘车卡，本人亲自办理。                                            |
| 老年免费卡     | 该卡是月票卡，持该卡可免费乘车，不限制次数，只限本人使用。                                                                                        | 凡持有泰安市市辖区（泰山区、岱岳区、泰安高新区、泰山景区）常住户口或或市公安部门核发《居住证》的65周岁及以上的老年人                         | 二代身份证原件、近期正面免冠二寸彩照1张，本人亲自办理。         | 办卡需交押金28元，保险费每人每年12元，一年一次年检。                         | 须持二代身份证原件、乘车卡，保险费每人每年12元，本人亲自办理。                        |